# Кара-Хаак
Кара-Хаак (тув. Кара-Хаак) — село у Кизилському кожууні Республіки Тива (Росія). Відстань до районного центру Каа-Хем 22 км, до центру республіки міста Кизила 19 км, до Москви 3925 км.

## Населення
| Рік       | 2011 | 2012 | 2013  | 2014 | 2015 |
| --------- | ---- | ---- | ----- | ---- | ---- |
| Населення | 1279 | 1305 | 11318 | 1337 | 1355 |